# Stoned Raiders
Stoned Raiders je šesti studijski album američke hip hop grupe Cypress Hill, izdan je krajem 2001. godine. Grupa na ovom albumu nastavlja eksperimentiranje s rockom, započeto s albumom Skull & Bones i sve se više udaljuje od svog prepoznatljivog zvuka s prvih albuma. Prodaja je bila razočaravajuća te je Stoned Raiders postao prvi studijski album koji se nije uspio plasirati u top 50 Billboardove top ljestvice. 
Pjesma "Here Is Something You Can't Understand" je nastavak njihovog prvog hita "How I Could Just Kill a Man". 

## Popis pjesama
1. "Intro" (Muggerud) – 1:03
2. "Trouble" (Correa, Freese, Muggerud, Reyes, Wolbers) – 5:00
3. "Kronologik" (featuring Kurupt) (Brown, Freese, Muggerud, Reyes) – 4:45
4. "Southland Killers" (featuring MC Ren & King Tee) (Freese, McBride, Muggerud, Patterson, Reyes) – 3:25
5. "Bitter" (Freese, Muggerud) – 4:20
6. "Amplified" (Correa, Fleener, Freese, Muggerud, Reyes, Zambrano) – 3:54
7. "It Ain't Easy" (Freese, Muggerud, Reyes) – 4:13
8. "Memories" (Freese, Muggerud) – 4:09
9. "Psychodelic Vision" (Freese, Muggerud) – 4:27
10. "Red, Meth & B" (featuring Redman & Method Man) (Freese, Muggerud, Noble, Smith) – 3:45
11. "Lowrider" (Freese, Muggerud, Reyes, Reyes) – 6:41
12. "Catastrophe" (Correa, Freese, Muggerud, Reyes, Wolbers) – 3:25
13. "L.I.F.E." (featuring Kokane) (Freese, Long, Muggerud, Reyes) – 4:43
14. "Here Is Something You Can't Understand" (featuring Kurupt) (Brown, Freese, Muggerud, Reyes) – 4:30
15. "Weed Man" (Special Edition Bonus Track) (Brown, Freese, Muggerud, Reyes) - 3:14

## Izvođači
- B-Real – pjevač
- Sen Dog – pjevač
- DJ Muggs – produkcija, miksanje
- Eric Bobo – bubnjevi

## Top ljestvica

### Albuma
| Godina | Ljestvica              | Pozicija |
| ------ | ---------------------- | -------- |
| 2000.  | The Billboard 200      | #64      |
| 2001.  | Top R&B/Hip-Hop Albums | #26      |

### Singlova
| Godina | Singl      | Ljestvica                 | Pozicija |
| ------ | ---------- | ------------------------- | -------- |
| 2001.  | "Lowrider" | UK Top Ljestvica Singlova | #33      |
| 2001.  | "Trouble"  | UK Top Ljestvica Singlova | #33      |

## Vanjske poveznice
- allmusic.com  Arhivirana inačica izvorne stranice od 8. ožujka 2021. (Wayback Machine) - Stoned Raiders